# Szumów
Szumów – wieś w Polsce położona w województwie lubelskim, w powiecie puławskim, w gminie Kurów. Leży nad dwiema rzekami: Kurówką i Białką.
Wieś szlachecka położona była w drugiej połowie XVI wieku w powiecie lubelskim województwa lubelskiego. W latach 1975–1998 miejscowość administracyjnie należała do ówczesnego województwa lubelskiego.
Wieś stanowi sołectwo gminy Kurów. Według Narodowego Spisu Powszechnego z roku 2011 wieś liczyła 180 mieszkańców.
Zwyczajową częścią wsi Szumów jest Podbórz, samodzielna wieś począwszy od XVIII wieku, potem folwark w dobrach Kurów. Przedbórz pozostawał częścią wsi do 1971, następnie został zniesiony.
Przejściowo, do 31 grudnia 2024, częścią Szumowa pozostawała Wygoda. 